# Fred Maher
Fred Maher (* 1964 in Manhattan) ist ein US-amerikanischer Schlagzeuger und Musikproduzent.

## Leben
Zusammen mit dem Keyboarder Michael Beinhorn und dem Bassisten Bill Laswell gründete er 1978 die Zu Band, die ein Jahr später in Material umbenannt wurde. Der Stil der Band war eine Fusion aus Jazz, Funk, Punk, Hip-Hop und Weltmusik. Im Jahre 1979 erschien die Debüt-EP Temporary Music, 1981 das gleichnamige Debütalbum.
Daneben bildete er mit Fred Frith und Laswell Massacre (1978 bis 1981). Anschließend gehörte er von 1984 bis 1988 zu Scritti Politti. Daneben hat er das Album Bear Witness (1989) von I’m Talking ebenso produziert wie Lou Reeds Album New York (1989), mit dem er auch live auftrat (A Night With Lou Reed). Weiterhin produzierte er Matthew Sweets Album Girlfriend (1991) und diverse Alben von Information Society, deren gleichnamiges Album von 1988 Gold-Status erreichte. Auch gehörte er zu Daevid Allens New York Gong und spielte mit Robert Quine.
In den 1990er Jahren wirkte Maher als Studiomusiker und war an Produktionen von Lloyd Cole beteiligt. 1992 produzierte er das Album „Speakeasy“ der deutschen Band The Jeremy Days. Auch produzierte er Luna und arbeitete mit dem Produzenten Ron Baldwin zusammen.

## Diskografische Hinweise
- 1981: Material – Memory Serves (mit Fred Frith, Sonny Sharrock, George Lewis)
- 1984: Robert Quine/Fred Maher Basic